# Temple mormon de Houston
Le temple mormon de Houston est un temple de l’Église de Jésus-Christ des saints des derniers jours situé à Houston, dans l’État du Texas, aux États-Unis. Il a été inauguré le 26 août 2000.